# Contea di Pulaski (Illinois)
La contea di Pulaski ( in inglese Pulaski County ) è una contea dello Stato dell'Illinois, negli Stati Uniti. La popolazione al censimento del 2000 era di 7 348 abitanti. Il capoluogo di contea è Mound City.